# Prezydenci Wolnego Państwa Orania

Herb Wolnego Państwa Oranii

Poniższa lista przedstawia spis osób sprawujących urząd prezydenta Wolnego Państwa Orania istniejącego w latach 1854–1902
| Lp | Osoba                      | Portret | Okres                              | Uwagi                        |
| -- | -------------------------- | ------- | ---------------------------------- | ---------------------------- |
|    | Jacobus Groenendaal        |         | kwiecień 1854 - 18 kwietnia 1854   | pełniący obowiązki           |
|    | Josias Philip Hoffman      |         | 18 kwietnia 1854 – 15 czerwca 1854 | pełniący obowiązki           |
| 1. | Josias Philip Hoffman      |         | 15 czerwca 1854 - 10 lutego 1855   |                              |
|    | komisja tymczasowa         |         | 10 lutego 1855 – 27 sierpnia 1855  |                              |
| 2. | Jacobus Nicolaas Boshoff   |         | 27 sierpnia 1855 – styczeń 1859    | formalnie do 6 września 1859 |
|    | Esaias Reynier Snijman     |         | styczeń 1859 – 15 grudnia 1859     | pełniący obowiązki           |
|    | Jacobus Johannes Venter    |         | 15 grudnia 1859 – 8 lutego 1860    | pełniący obowiązki           |
| 3. | Marthinus Wessel Pretorius |         | 8 lutego 1860 – 17 czerwca 1863    |                              |
|    | Joseph Allison             |         | 17 czerwca 1863 - 20 czerwca 1863  | pełniący obowiązki           |
|    | Jacobus Johannes Venter    |         | 20 czerwca 1863 - 2 lutego 1864    | pełniący obowiązki           |
| 4. | Johannes Henricus Brand    |         | 2 lutego 1864 - 14 lipca 1888      |                              |
|    | Pieter Jeremias Blignaut   |         | 14 lipca 1888 – 10 stycznia 1889   | pełniący obowiązki           |
| 5. | Francis William Reitz      |         | 10 stycznia 1889 - 11 grudnia 1895 |                              |
|    | Pieter Jeremias Blignaut   |         | 11 grudnia 1895 - 4 marca 1896     | pełniący obowiązki           |
| 6. | Martinus Theunis Steyn     |         | 4 marca 1896 – 29 maja 1902        |                              |
|    | Christiaan Rudolf de Wet   |         | 29 maja 1902 - 31 maja 1902        |                              |